# Регсдейл (Індіана)
Регсдейл (англ. Ragsdale) — переписна місцевість (CDP) в США, в окрузі Нокс штату Індіана. Населення — 119 осіб (2020).

## Географія
Регсдейл розташований за координатами 38°44′48″ пн. ш. 87°19′27″ зх. д. / 38.74667° пн. ш. 87.32417° зх. д. (38.746708, -87.324114).  За даними Бюро перепису населення США в 2010 році переписна місцевість мала площу 5,77 км², уся площа — суходіл.

## Демографія
Згідно з переписом 2010 року, у переписній місцевості мешкало 129 осіб у 52 домогосподарствах у складі 40 родин. Густота населення становила 22 особи/км².  Було 67 помешкань (12/км²).
Расовий склад населення:
| - 100,0 % — білих |

До двох чи більше рас належало 0,0 %. Частка іспаномовних становила 1,6 % від усіх жителів.
За віковим діапазоном населення розподілялося таким чином: 20,9 % — особи молодші 18 років, 53,5 % — особи у віці 18—64 років, 25,6 % — особи у віці 65 років та старші. Медіана віку мешканця становила 45,8 року. На 100 осіб жіночої статі у переписній місцевості припадало 101,6 чоловіків;  на 100 жінок у віці від 18 років та старших — 100,0 чоловіків також старших 18 років.
Середній дохід на одне домашнє господарство  становив 64 633 долари США (медіана — 83 203), а середній дохід на одну сім'ю — 73 098 доларів (медіана — 83 906). За межею бідності перебувало 8,3 % осіб, у тому числі 0,0 % дітей у віці до 18 років та 8,7 % осіб у віці 65 років та старших.
Цивільне працевлаштоване населення становило 61 осіб. Основні галузі зайнятості: виробництво — 32,8 %, будівництво — 18,0 %, транспорт — 14,8 %.